# Agostino Pepoli
Il conte Agostino Maria Alberto Sieri Pepoli (Trapani, 5 agosto 1848 – Trapani, 21 marzo 1910) è stato un letterato e mecenate italiano.

## Biografia
Agostino Maria Alberto Sieri Pepoli era figlio di Riccardo Sieri Pepoli, della famiglia nobiliare dei Sieri Pepoli, che nel 1827 fu sindaco di Trapani, e di Elisabetta Alagna. 
La famiglia, proprietaria di saline a Trapani, promosse l'ospizio Sieri Pepoli, e a Erice costruì la Torretta Pepoli e ristrutturò il Castello del Balio.

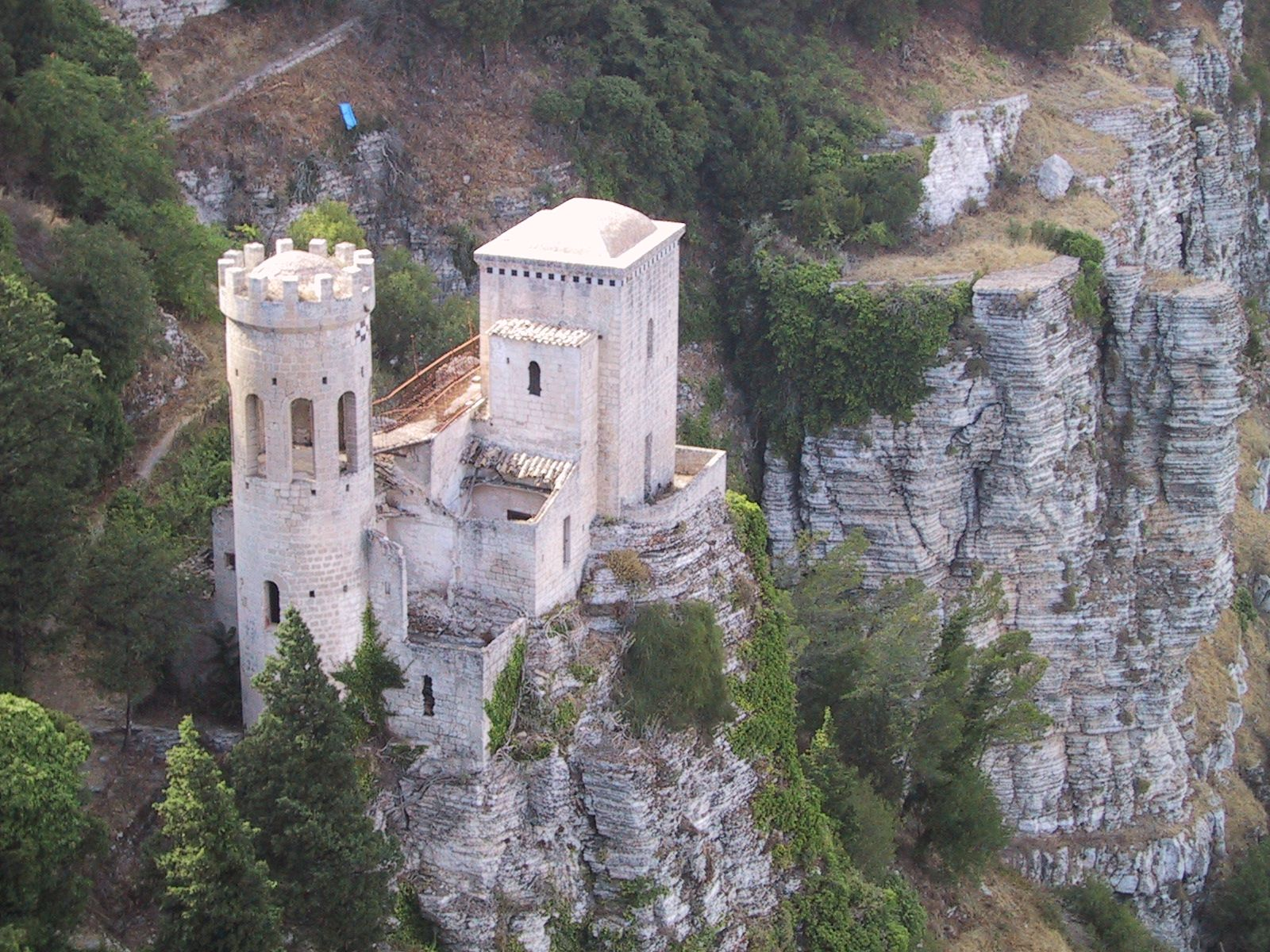
La Torretta Pepoli a Erice

Agostino studiò a Palermo e a Siena e viaggiò molto per l'Europa per dedicarsi ai suoi grandi interessi, l'arte e la cultura. Intorno alla fine del secolo visse a lungo a Bologna, dove acquistò da Ferdinando Pepoli l'archivio della famiglia e parte del palazzo Pepoli, che lasciò in eredità al comune di Bologna, insieme alla collezione di oggetti d'arte del primo piano, per un futuro museo Pepoli.
Con la sua collezione privata fondò a Trapani nel 1906 il Museo Regionale Pepoli, anche con le opere d'arte ereditate da Michele Sieri Pepoli, fratello del padre.

## Opere
- Mercedes, opera lirica in musica, 1884
- Documenti storici del secolo XIV estratti dal Regio Archivio di Stato fiorentino, Tipografia Galletti e Cocci, Firenze, 1884
- Sul vero sigillo del Comune di Castiglione, Tipografia Galletti e Cocci, Firenze, 1884
- Antichi bolli figulini e graffiti delle sacerdotesse di Venere ericina rinvenuti in Monte San Giuliano,  Tipografia Galletti e Cocci, Firenze, 1885